# Acomys wilsoni
Acomys wilsoni és una espècie de mamífer rosegador de la família dels múrids. Viu a altituds de fins a 1.000 msnm a Etiòpia, Kenya, Somàlia, el Sudan del Sud, Tanzània i Uganda. Es tracta d'un animal insectívor. El seu hàbitat natural són les zones rocoses situades a les planes gravenques amb poca vegetació. És una espècie en risc mínim, és a dir, no sembla que hi hagi cap amenaça significativa per a la seva supervivència.
L'espècie fou anomenada en honor de D. J. Wilson.